# Lina Millefleurs
Lina Millefleurs, pseudonimo di Carla Tillosi (... – …), è stata un'attrice italiana del cinema muto.

## Biografia
Si formò come cantante nel mondo dell'operetta, meritandosi gli elogi di Eleonora Duse che la definì «signorina dalla gola d'oro». A fine 1914 fu contattata dalla Milano Films per recitare in Fiamme nell'ombra al fianco di Hesperia. Nel 1916, nel ruolo di Giannetta, è nel cast de Il vetturale del Moncenisio. Sino al 1917 recita per la Milano Films, poi nel 1917-18 due pellicole per la Mercurio di Milano. Nel 1919 interpreta Athenaide ne Il padrone delle ferriere per la Itala Film, poi a Roma per la Tiber Film e la Tespi Film. L'ultima interpretazione, in un ruolo minore, ne La scimitarra del Barbarossa (1921).
Terminata l'esperienza cinematografica riprese a cantare.

## Filmografia
- Una donna di spirito, regia di Guglielmo Zorzi (1915)
- La farfalla dalle ali d'oro, regia di Augusto Genina (1915)
- Fiamme nell'ombra, regia di Baldassarre Negroni (1915)
- L'appetito vien mangiando, regia di Eugenio Perego (1915)
- Il vortice, regia di Salvatore Aversano (1915)
- Debito di sangue, regia di Salvatore Aversano (1915)
- Partita doppia, regia di Eugenio Perego (1916)
- La pupilla riaccesa, regia di Eugenio Perego (1916)
- Verso l'arcobaleno, regia di Eugenio Perego (1916)
- Il vetturale del Moncenisio, regia di Leopoldo Carlucci (1916)
- La cattiva stella, regia di Eugenio Perego (1916)
- Amanda, regia di Giuseppe Sterni (1916)
- Il vindice, regia di Eugenio Perego (1916)
- Senza peccato, regia di Alfredo Robert (1916)
- Sentieri della vita!, regia di Carlo Strozzi (1916)
- Patto giurato, regia di Alfredo Robert (1917)
- Tristi amori, regia di Giuseppe Sterni (1917)
- Così è la vita, regia di Eugenio Perego (1917)
- La voragine, regia di Romolo Bacchini (1917)
- Il trionfo della morte, regia di Domenico Gaido (1918)
- Il padrone delle ferriere, regia di Eugenio Perego (1919)
- Le tre primavere, regia di Alfredo De Antoni (1919)
- La casa che brucia, regia di Mario Corsi (1919)
- La bella e la bestia,  regia di Umberto Fracchia (1919)
- Il bacio di Dorina , regia di Giulio Antamoro (1919)
- La sonata a Kreutzer, regia di Umberto Fracchia (1920)
- Sei mia!,  regia di Umberto Fracchia (1920)
- La scimitarra del Barbarossa, regia di Mario Corsi (1921)